# Anisota finlaysoni
Anisota finlaysoni är en fjärilsart som beskrevs av Riotte 1969. Anisota finlaysoni ingår i släktet Anisota och familjen påfågelsspinnare. Inga underarter finns listade i Catalogue of Life.